# Niklas Garst
Pour les articles homonymes, voir Garst.
Niklas Garst né le 25 avril 1995, est un joueur allemand de hockey sur gazon. Il évolue au poste de gardien de but au Hamburger Polo Club et avec l'équipe nationale allemande.

## Carrière
Il a débuté en équipe première le 17 février 2022 contre l'Afrique du Sud à Potchefstroom lors de la Ligue professionnelle 2021-2022.

## Palmarès
- : 3e à la Coupe du monde U21 en 2016